# Formuła Mondial
Formuła Mondial – seria wyścigowa powstała w 1983 roku.

## Charakterystyka
Pod koniec 1981 roku prezydent FISA Jean-Marie Balestre ogłosił na konferencji plenarnej organizacji powołanie Formuły Mondial. Seria miała być rozgrywana w różnych krajach świata i zastąpić m.in. Formułę Pacific i Formułę Atlantic. Początkowo zakładano użycie dwulitrowych jednostek, jednak takie silniki nie były dostępne w Europie i Ameryce Północnej, dlatego ostatecznie przepisy ograniczyły pojemność silników do 1,6 litra, a także zabroniły stosowania efektu przyziemnego. W 1983 roku seria zadebiutowała w Australii, Nowej Zelandii i Ameryce Północnej. Mistrzem edycji północnoamerykańskiej został Michael Andretti.
W 1989 roku w Pucharze Pokoju i Przyjaźni zaadaptowano Formułę Mondial, zastępując tym samym Formułę Easter. Różnica względem edycji z 1983 roku polegała na tym, iż silniki mogły pochodzić wyłącznie z samochodów produkowanych w krajach socjalistycznych. W tej kategorii rozgrywano zawody do momentu rozwiązania Pucharu w 1990 roku.

## Mistrzowie
| Sezon                     | Mistrz                    | Zespół                                     | Samochód                                          |
| Puchar Pokoju i Przyjaźni | Puchar Pokoju i Przyjaźni | Puchar Pokoju i Przyjaźni                  | Puchar Pokoju i Przyjaźni                         |
| ------------------------- | ------------------------- | ------------------------------------------ | ------------------------------------------------- |
| 1989                      | Wiktor Kozankow           | ZSRR                                       | Estonia 21M-Łada                                  |
| 1990                      | Aleksandr Potiechin       | ZSRR                                       | Estonia 21M-Łada                                  |
| Ameryka Północna          |                           |                                            |                                                   |
| 1983                      | Michael Andretti          | Conte Racing Electrolux                    | Ralt RT4-Ford                                     |
| Australia                 |                           |                                            |                                                   |
| 1984                      | John Bowe                 | Chris Leach Enterprises                    | Ralt RT4-Ford                                     |
| 1985                      | John Bowe                 | Chris Leach Enterprises                    | Ralt RT4-Ford                                     |
| 1986                      | Graham Watson             | Ralt Australia Watson Motor Racing Pty Ltd | Ralt RT4-Ford                                     |
| Czechosłowacja            |                           |                                            |                                                   |
| 1987                      | Jiří Mičánek              |                                            |                                                   |
| 1988                      | Jaroslav Vorel            |                                            | KDV 3-Łada                                        |
| 1989                      | Jan Veselý                |                                            | RAF 08                                            |
| Estonia                   |                           |                                            |                                                   |
| 1988                      | Toomas Napa               | STK Tallept                                | Estonia 21.10-Łada                                |
| 1989                      | Ott Vanaselja             | Esttec                                     | Esttec 884-Volkswagen                             |
| 1990                      | Mart Kongo                | STK Vazar                                  | Estonia 21.10-Łada                                |
| 1991                      | Mart Kongo                | STK Vazar                                  | Estonia 25-Łada                                   |
| Litwa                     |                           |                                            |                                                   |
| 1988                      | Sergejus Mironenko        | STK Azotas                                 | Estonia 21M-Łada                                  |
| 1989                      | Valdas Jonušis            | STK Elfa                                   | Estonia 21.10-Łada                                |
| 1991                      | Valdas Jonušis            | STK Elfa                                   | Estonia 21.10-Łada                                |
| Łotwa                     |                           |                                            |                                                   |
| 1988                      | Rimants Lapiņš            | Salaspils                                  |                                                   |
| 1989                      | Andris Skreija            | STK Celtnieks                              | Estonia 21M-Łada                                  |
| Nowa Zelandia             |                           |                                            |                                                   |
| 1986                      | Jeff MacPherson           | Ralt Australia                             | Ralt RT4-Ford                                     |
| NRD                       |                           |                                            |                                                   |
| 1989                      | Bernd Kasper              | MC Dresden                                 | MT 77-Łada                                        |
| 1990                      | Henrik Opitz              | MC Dresden                                 | MT 77-Łada                                        |
| Polska                    |                           |                                            |                                                   |
| 1989                      | Andrzej Wojciechowski     | Automobilklub Śląski                       | Promot III-Łada                                   |
| 1990                      | Artur Skwarzyński         | Texas Racing Team                          | Estonia 21-Łada                                   |
| 1991                      | Mindaugas Dainauskas      | Faeton                                     | Estonia 21M-Łada                                  |
| 1992                      | Wiktor Kozankow           | Shell                                      | Estonia 25-Łada                                   |
| 1993                      | Andrzej Godula            | Radio RMF                                  | Estonia 25-Łada                                   |
| 1994                      | Krzysztof Woźniak         | Automobilklub Wielkopolski                 | Van Diemen RF93-Volkswagen Reynard 883-Volkswagen |
| ZSRR                      |                           |                                            |                                                   |
| 1988                      | Toomas Napa               | STK Tallept                                | Estonia 21.10-Łada                                |
| 1989                      | Wiktor Kozankow           | Mosawtotechobsłużiwanie                    | Estonia 21.10-Łada                                |
| 1990                      | Toivo Asmer               | STK Tallept                                | Estonia 21.10-Łada                                |
| 1991                      | Aleksandr Potiechin       | MADI                                       | Estonia 21.10-Łada                                |